# Eugenia Roccella
Eugenia Maria Roccella Cavallari (née le 15 novembre 1953 à Bologne) est une personnalité politique italienne, secrétaire d'État dans le gouvernement Silvio Berlusconi IV entre le 12 mai 2008 et le 16 novembre 2011.

## Biographie
Fille d'un des fondateurs du Parti radical, Franco Roccella, Eugenia fait partie à 18 ans du Mouvement de libération des femmes, en devenant le leader italien, porte-parole des batailles féministes. Elle est diplômée en lettres modernes et journaliste.
Elle quitte les Radicaux dans les années 1980, coupables selon elle, de « rechutes anti-individuelles et de sponsoriser une idée de liberté sans limites qui ne peut qu'aboutir à une non-liberté absolue ».
Elle s'approche des positions de la morale catholique, en collaborant, sans être croyante, au quotidien L'Avvenire, à Il Foglio et avec la revue bimestrielle Ideazione (en s'occupant de bioéthique).
En 2007, elle devient porte-parole, avec Savino Pezzotta, du Family Day, la manifestation de soutien à la famille traditionnelle, organisée le 12 mai 2007, par des associations catholiques.
Élue députée lors des élections d'avril 2008, sur la liste du Peuple de la liberté pour le Latium, elle devient alors secrétaire d'État auprès du ministre du Travail et des Politiques sociales, fonction qu'elle occupe jusqu'au 16 novembre 2011.
Elle adhère à Identité et action en novembre 2015.
Le 22 octobre 2022, elle devient ministre pour la Famille, la Natalité et l'Égalité des chances dans le gouvernement de Giorgia Meloni.